# Хамсин

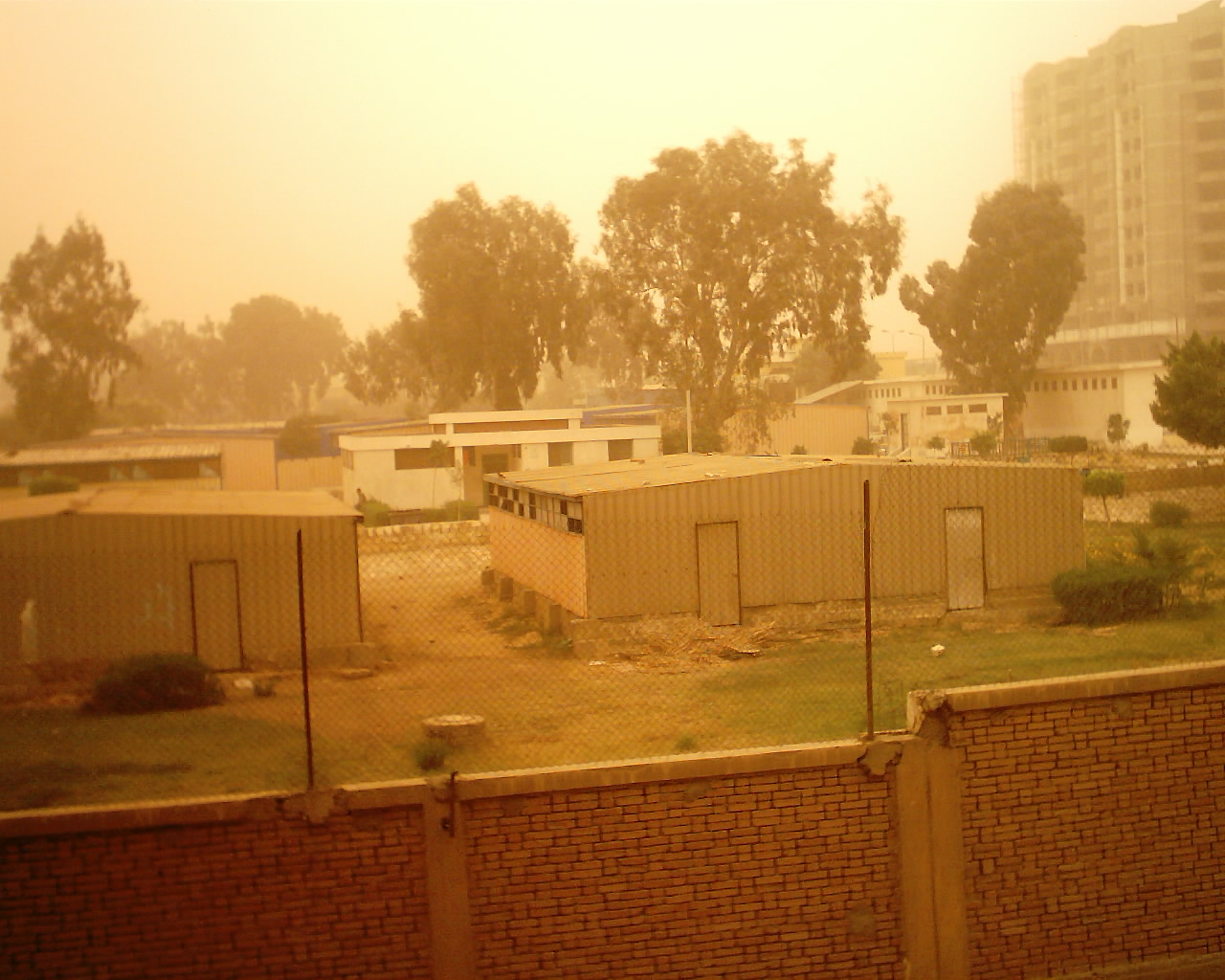
Хамсин у Єгипті, 2007 рік

Хамсин (від араб. خمسين — «п'ятдесят»), в Єгипті більш відомий, як хамасін (єгипетська арабська : خماسين khamasīn) — сухий, гарячий, насичений пилом місцевий вітер з Півдня, що дме у країнах Північної Африки та Аравійського півострова. Схожими вітрами на цій території є сироко та самум.

## Назва
Назва походить від арабського слова «п'ятдесят», оскільки у країнах Леванту ці вітри почасти дмуть п'ятдесят і більше днів.

## У країнах
- В Єгипет хамсин зазвичай приходить у квітні (зрідка у березні та травні), приносячи велику кількість піску і пилу з пустель, підвищення температури на 20°C протягом 2-х годин, а швидкість вітру при цьому може сягати 40 м/с. Вважається, що ці вітри дмуть протягом 50 днів, однак це рідко стається більше одного разу на тиждень, і кожного разу триває кілька годин.
- В Ізраїлі, хамсин (Іврит : חמסין‎) більш відомий як «шарав» (שרב).

## У культурі
- У Біблії хамсин згадується під назвою «ruaḥ qadīm» (רוח קדים), тобто «східний вітер».
- Леся Українка. Хамсин // Леся Українка. Зібрання творів у 12 тт. – К. : Наукова думка, 1975 р., т. 1, с. 363.